# Basketball-Europameisterschaft der Damen 1938
Die Basketball-Europameisterschaft der Damen 1938 (offiziell: EuroBasket 1938 Women) war die 1. Austragung des kontinentalen Wettbewerbs. Sie fand vom 12. bis zum 16. Oktober 1938 in Italien statt und wurde von der FIBA Europa organisiert. Die Partien wurden in Rom ausgetragen.

## Mannschaften
| Land               |
| ------------------ |
| Frankreich         |
| Königreich Italien |
| Litauen            |
| Polen              |
| Schweiz            |

## Spiele
Es wurde in einer Gruppe Jeder gegen Jeden gespielt.
| Spiel | Datum         | Team 1     | Team 2     | Ergebnis |
| ----- | ------------- | ---------- | ---------- | -------- |
| 1     | 12. Okt. 1938 | Italien    | Frankreich | 34:18    |
| 2     | 12. Okt. 1938 | Polen      | Litauen    | 24:21    |
| 3     | 13. Okt. 1938 | Frankreich | Schweiz    | 43:18    |
| 4     | 13. Okt. 1938 | Litauen    | Italien    | 23:21    |
| 5     | 14. Okt. 1938 | Italien    | Polen      | 27:19    |
| 6     | 14. Okt. 1938 | Litauen    | Schweiz    | 28:10    |
| 7     | 15. Okt. 1938 | Polen      | Schweiz    | 34:6     |
| 8     | 15. Okt. 1938 | Litauen    | Frankreich | 20:14    |
| 9     | 16. Okt. 1938 | Polen      | Frankreich | 24:19    |
| 10    | 16. Okt. 1938 | Italien    | Schweiz    | 58:8     |

## Endstand
Bei Punktgleichheit zählte der direkte Vergleich, danach die Korbdifferenz folgend die erzielten Körbe.
| Rang | Land               | Spiele | Bilanz | Körbe  | Diff. | Punkte |
| ---- | ------------------ | ------ | ------ | ------ | ----- | ------ |
| 1.   | Königreich Italien | 4      | 3:1    | 140:68 | +72   | 7      |
| 2.   | Litauen            | 4      | 3:1    | 92:69  | +23   | 7      |
| 3.   | Polen              | 4      | 3:1    | 101:73 | +28   | 7      |
| 4.   | Frankreich         | 4      | 1:3    | 94:96  | −2    | 5      |
| 5.   | Schweiz            | 4      | 0:4    | 42:163 | −121  | 4      |